# Upplands runinskrifter 505
Upplands runinskrifter 505 är en vikingatida runsten av granit i Kårsta kyrka, Kårsta socken och Vallentuna kommun. Runstenen är cirka 1,3 meter hög och 0,7-0,8 meter bred. Stenen är inmurad i västra kyrkgavelns södra del på cirka 7 meters höjd och 1 meter ovanför takfoten. Stenen ligger horisontellt med fotsidan åt söder, med ristningen mot väst. Runhöjden är cirka 6-8 centimeter. På kyrkogården finns också U 507.

## Inskriften
Translitterering av runraden:
alrikr ' lit ' rita ' stai(n) ' -k ' bro ' kiara ' iftiʀ ' hilha ' sun sin ' hultrikr ' auk ' auþin iftiʀ broþur sin suain risti
Normalisering till runsvenska:
Alrikʀ let retta stæin [o]k bro gæra æftiʀ Hælga, sun sinn, Hultrikʀ ok Auðin æftiʀ broður sinn. Svæinn risti.
Översättning till nusvenska:
Alrik lät resa stenen och göra bron till minne av Helge, sin son, Hultrik och Odin till minne av sin broder. Sven ristade.